# Mill of Benholm

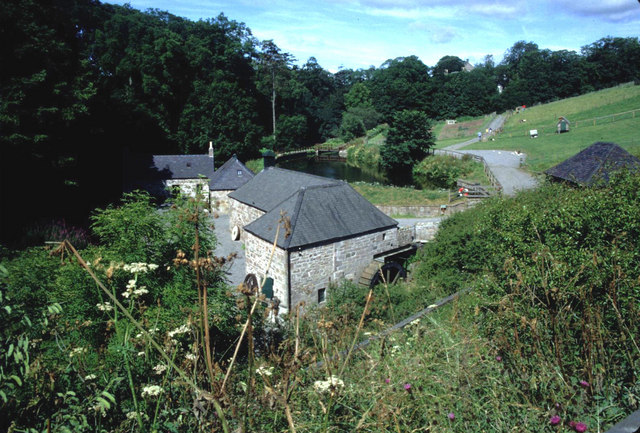
Mill of Benholm

Die Mill of Benholm ist eine Wassermühle in der schottischen Ortschaft Benholm in der Council Area Aberdeenshire. 1972 wurde das Bauwerk in die schottischen Denkmallisten zunächst in der Kategorie B aufgenommen. Die Hochstufung in die höchste Denkmalkategorie A erfolgte 2009.

## Geschichte
Am Standort sind bis in das 12. Jahrhundert Mühlen nachgewiesen. Die Mill of Benholm wurde um 1711 errichtet. Im Jahre 1817 wurde sie überarbeitet und teilweise neu aufgebaut. Um diese Zeit wurde auch die Darre ergänzt. Lindsay Watson pachtete die Mühle im Jahre 1929 und betrieb sie bis zu seinem Tod 1951. Sein gleichnamiger Sohn erwarb die Mill of Benholm und betrieb sie bis 1982 kommerziell. Insbesondere die Darre war gut ausgelastet. Mit der sinkenden Nachfrage nach Haferflocken produzierte Watson auch Tierfutter. Der Distrikt Kincardine and Deeside erwarb die Mill of Benholm 1986 und ließ sie bis 1995 restaurieren. Seitdem steht sie Besuchern als Museumsmühle offen.
Das Buch Sunset Song (deutsch: Das Lied vom Abendrot) des regionalen Schriftstellers Lewis Grassic Gibbon wurde erstmals 1971 in einer Fernsehserie durch die BBC filmisch umgesetzt. Die Szenen an der Mühle Long Robs wurden an der Mill of Benholm gedreht.

## Beschreibung
Die Mill of Benholm liegt am Zusammenfluss der Bäche Burn of Benholm und Castle Burn am Ostrand des heutigen Weilers Benholm unweit der Benholm Parish Church. Bezüglich des Aufbaus bestehen Parallelen zur Barry Mill in der benachbarten Council Area Angus. Die in ungewöhnlich gutem Erhaltungsgrad vorliegende kleine Mühle besteht aus ein- bis zweistöckigen Gebäuden. Deren Mauerwerk besteht aus grob behauenem Bruchstein. Sie schließen mit schiefergedeckten Walmdächern. Der Castle Burn wird auf Höhe der Mühle aufgestaut und über ein Wehr in einen kurzen Mühlkanal abgegeben. In diesem wird ein oberschlächtiges Wasserrad angetrieben. Das Eisenrad mit Holzschaufeln durchmisst 3,7 m.